# Stadio municipale dos Arcos
Lo Stadio municipale dos Arcos (in portoghese Estádio Municipal dos Arcos), noto come Estádio do Rio Ave FC, è uno stadio situato a Vila do Conde, in Portogallo. Lo stadio è stato inaugurato nel 1984. Lo stadio ospita le partite casalinghe del Rio Ave Futebol Clube. Ha una capienza di 5 300 persone.